# Tony Tan Keng Yam
Tony Tan Keng Yam, född 7 februari 1940 i Singapore, är en singaporiansk politiker, bankman och matematiker, som sedan 1 september 2011 är Singapores president.

## Politiska och ekonomiska uppdrag

### Ordförande i GIC och SPH
Fram till den 1 juli 2011 var han verkställande direktör och vice ordförande i Government of Singapore Investment Corporation (GIC) liksom ordförande i Singapore Press Holdings Limited (SPH). Han är även ordförande för Singapore’s National Research Foundation och vice ordförande för Chairman of the Research, Innovation and Enterprise Council.

### Presidentposten
Under slutet av 1980-talet var Tan Lee Kuan Yew's favorit till posten att efterträda honom som premiärminister, men han tackade då nej. Senare återvände han till kabinettet och var vice premiärminister 1995-2005 och försvarsminister 1995-2003. I augusti 2011 vann Tan presidentvalet i Singapore med knapp marginal (0,34 procent). Den 1 september 2011 svors han därför in som landets sjunde president.